# 1104. grenadirski polk (Wehrmacht)
1104. grenadirski polk (izvirno nemško 1104. Grenadier-Regiment; kratica 1104. GR) je bil pehotni polk Heera v času druge svetovne vojne.

## Zgodovina
Polk je bil ustanovljen 20. maja 1944. 7. maja 1945 so polk preoblikovali v 594. grenadirski polk. 